# 中島 (新潟市)
中島（なかじま）は、新潟県新潟市東区の町字。現行行政地名は中島一丁目及び中島二丁目と大字中島。住居表示は一丁目及び二丁目が実施済み区域、大字が未実施区域。郵便番号は950-0824。

## 概要
1889年（明治22年）から現在までの大字。阿賀野川下流西方の石山砂丘に位置する。もとは江戸時代から1889年（明治22年）まであった中島新田の区域の一部で、1962年（昭和37年）からの石山団地造成以来宅地化が進んだ。

### 隣接する町字
北から東回り順に、以下の町字と隣接する。
- 寺山
- 児池
- 東中島
- 下馬新町
- 下馬
- 上木戸

## 歴史
1637年（寛永14年）に開発。

### 分立した町字
1889年（明治22年）以後に、以下の町字が分立。
東中島（ひがしなかじま）
1979年（昭和54年）に分立した町字。

### 年表
- 1889年（明治22年）4月1日 : 合併により石山村の大字となる。当初は中島新田と称した。
- 1943年（昭和18年）5月3日 : 合併により新潟市の大字となる。
- 2007年（平成19年）4月1日 : 新潟市の政令指定都市移行により、東区の大字となる。

## 世帯数と人口
2018年（平成30年）1月31日現在の世帯数と人口は以下の通りである。
| 丁目       | 世帯数  | 人口    |
| ---------- | ------- | ------- |
| 中島一丁目 | 308世帯 | 630人   |
| 中島二丁目 | 299世帯 | 731人   |
| 計         | 607世帯 | 1,361人 |

## 小・中学校の学区
市立小・中学校に通う場合、学区は以下の通りとなる。
| 丁目       | 番地 | 小学校                 | 中学校               |
| ---------- | ---- | ---------------------- | -------------------- |
| 中島一丁目 | 全域 | 新潟市立中野山小学校   | 新潟市立石山中学校   |
| 中島二丁目 | 全域 | 新潟市立東中野山小学校 | 新潟市立東石山中学校 |

## 交通

### 鉄道
東日本旅客鉄道在来線
- 東新潟駅
  - ■白新線

日本貨物鉄道（JR貨物）
- 新潟貨物ターミナル駅